# Paul Gauthier
Paul Gauthier (La Flèche, 30 agosto 1914 – Marsiglia, 25 dicembre 2002) è stato un teologo cattolico francese, precursore della teologia della liberazione. Ha operato soprattutto in Medio Oriente e in America Latina a favore dei popoli oppressi, fondando, con Ettore Masina, la "Rete Radié Resch" per la solidarietà internazionale.

## Biografia

### In Francia
Nato nel 1914,  una famiglia agiata, a La Flèche (Sarthe), Paul Gauthier trascorre la sua prima giovinezza a Beaune (Côte-d'Or). Nel 1929 entra nel seminario minore di Flavigny (Cher). Viene ordinato prete a Digione e nominato professore di lettere a Flavigny. Nel 1947 diventa professore di teologia nel seminario maggiore di Digione. 
In quel periodo la sua attività di scrittore gli procura una discreta fama in tutta la Francia, ed è anche autore di quattro soggetti cinematografici. Diventa perfino direttore del seminario di Digione.

### In Palestina
Dal ministero diocesano e dall'insegnamento, passa presto all'impegno a fianco dei più poveri; sconvolto dalle terribili conseguenze che il primo conflitto arabo-israeliano ha avuto su quei territori, decide di fare qualcosa. Gauthier, con un gruppo di giovani uomini e donne, si stabilisce a Nazaret (1957); qui fonda una piccola famiglia religiosa, «I compagni e le compagne di Gesù carpentiere» (1958-1970). A Nazaret Gauthier era diventato prete operaio, lavorando come (terrassier) su diversi cantieri (chantiers), faticando per una misera paga, accanto a molti altri compagni. Piccolo tra piccoli, prende coscienza del dramma palestinese, che ignorava, e vi scopre la miseria, particolarmente riguardo alla carenza di abitazioni dignitose.
Successivamente alla fine della guerra tra Egitto e Israele, una volta ottenuto il permesso dal vescovo di Nazaret, monsignor Hakim, assieme ai suoi compagni e a alcuni volontari tra la popolazione di Nazareth fonda la "Cooperativa operaia edilizia"; questo gruppo nasce con l'obiettivo di costruire degli alloggi per le moltissime famiglie di senzatetto (in maggioranza profughi dalle zone di guerra). L'idea che lo spinge è quella di costruzione una città operaia a Nazaret, per dare la possibilità ai poveri di avere un alloggio decente.
Quest'esperienza sarà più tardi rinnovata a Betlemme e a Beit-Sahour.

### La denuncia contro la Chiesa
L'esperienza di lavoro e di condivisione, di preghiera e di riflessione porterà Gauthier a scrivere il suo libro più importante, Jésus, l'Église, les pauvres (1963). Da questo testo, nascerà durante il Concilio Vaticano II il movimento della "Chiesa dei poveri", attorno alla questione della scelta di condivisione che la Chiesa è chiamata a compiere in solidarietà con i più deboli. Infatti quando monsignor Hakim parte per Roma per partecipare al Concilio, vuole che Gauthier lo accompagni: qui il prete francese denuncia la terribile situazione che ha vissuto in prima persona nei territori palestinesi. Le sue parole denunciano il silenzio della Chiesa di fronte a questo e ad altri scandali di un mondo in cui i due terzi degli uomini non hanno cibo a sufficienza.

### Gli anni dell'impegno per i poveri
Ritornato da Roma a in Palestina, Gauthier prosegue con la sua opera di solidarietà: nel 1958 sarà raggiunto da Marie-Thérèze Lacaze (detta Myriam), che diventa molto presto il suo braccio destro e, in seguito, la sua fedele compagna (quando Gauthier deciderà di lasciare il sacerdozio), lottando al suo fianco in tutte le peripezie del suo cammino.
Nel 1964, Paul Gauthier e il giornalista italiano Ettore Masina fondano la Rete Radié Resch, un'associazione italiana di solidarietà internazionale. Le relazioni tra il Nord e il Sud del mondo sono al centro delle attività dell'associazione, che raggruppa donne e uomini impegnati nella solidarietà con i paesi in via di sviluppo. La rete prende il suo nome da Radié Resch, una bambina palestinese morta in una bidonville di Nazaret, in attesa che la sua famiglia ricevesse un alloggio.
Nel 1967 scoppia la guerra dei sei giorni. Gauthier, disgustato dalle scene di violenza cui assiste, lascia Israele per l'America Latina:
(Paul Gauthier)

## Opere
In italiano, tra i testi principali:
- I poveri, Gesù e la Chiesa, Edizioni Borla, Roma (1963);
- Con queste mie mani. Diario di Nazareth, Borla, Roma (1965);
- La Chiesa dei poveri e il Concilio, Vallecchi, Firenze (1965);
- Vangelo di giustizia, Vallecchi, Firenze (1968);
- Gesù di Nazareth, il Carpentiere, Morcelliana, Brescia (1970);
- E il velo si squarciò, Torre dei Nolfi, L'Aquila (1988).